# Wouter Torfs

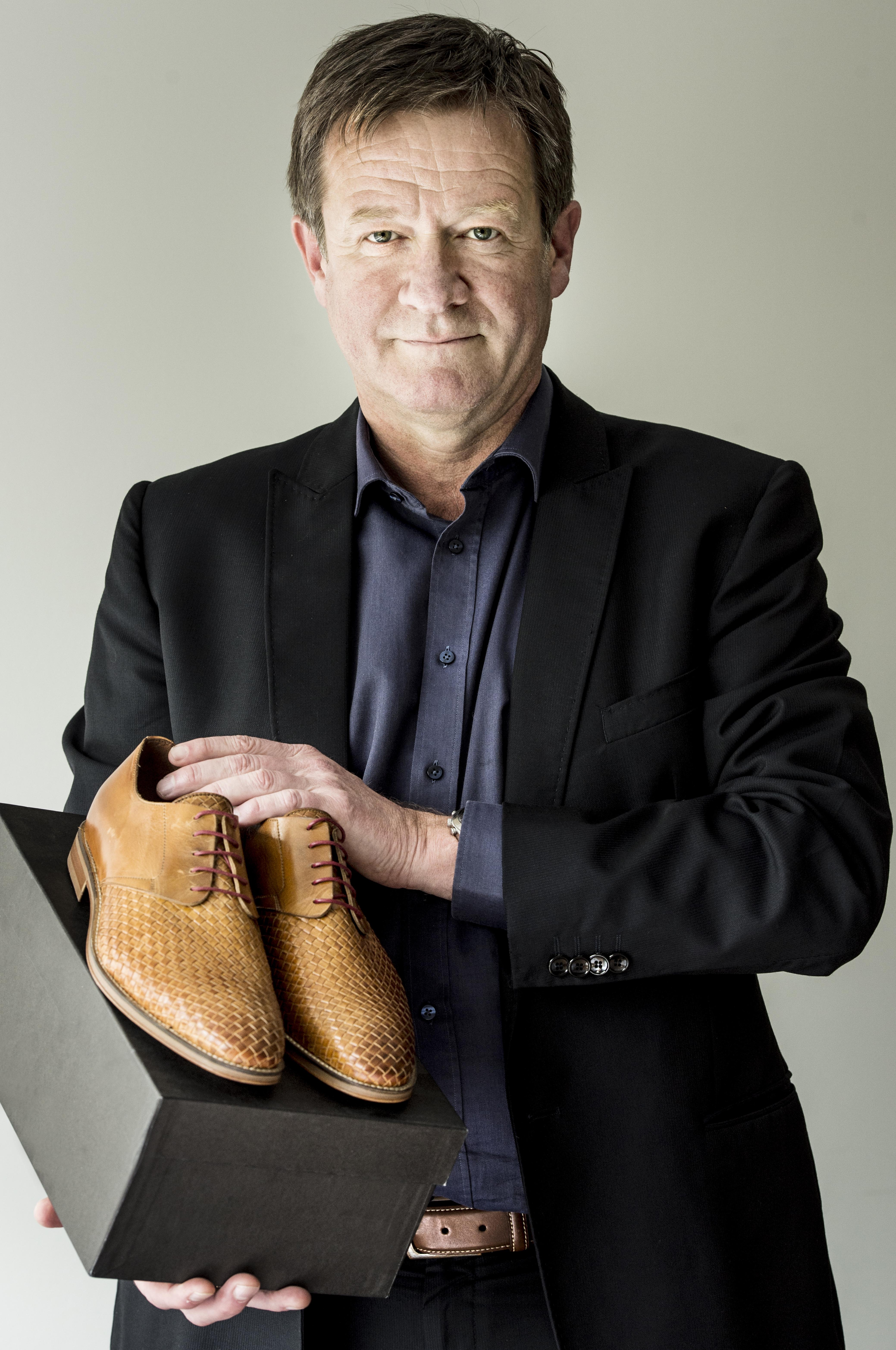

Wouter Torfs (24 april 1958) is een Belgisch bedrijfsleider. Van 1989 tot 2022 was hij CEO van Schoenen Torfs. Sinds 2023 is hij voorzitter van de koepel Centrum Algemeen Welzijnswerk (CAW).

## Levensloop
Wouter Torfs studeerde rechten aan de Katholieke Universiteit Leuven, waar hij vervolgens twee jaar assistent was. Hij was ook drie jaar actief als advocaat. In 1989 werd hij assistent-algemene directie bij de familiale schoenwinkelketen Schoenen Torfs, waarvan hij in 1989 CEO werd. Onder zijn leiderschap steeg het aantal winkels van 26 naar 72 en de omzet van 10 naar 115 miljoen euro en werd de schoenwinkelketen meermaals tot beste werkgever van het jaar uitgeroepen en zelfs tot beste Europese werkgever.
Sinds 2023 is hij voorzitter van het Centrum Algemeen Welzijnswerk (CAW).

## Eerbetoon
- 2014 - VRG-Alumniprijs[3]

## Trivia
- In 2013 nam Torfs deel aan het televisieprogramma De Slimste Mens ter Wereld. Hij nam slechts een aflevering deel.
- In het najaar van 2024 nam hij deel aan De Verraders op VTM.